# Росія на зимових Олімпійських іграх 2010
Росія на зимових Олімпійських іграх 2010 була представлена 179 спортсменами в 7 видах спорту.

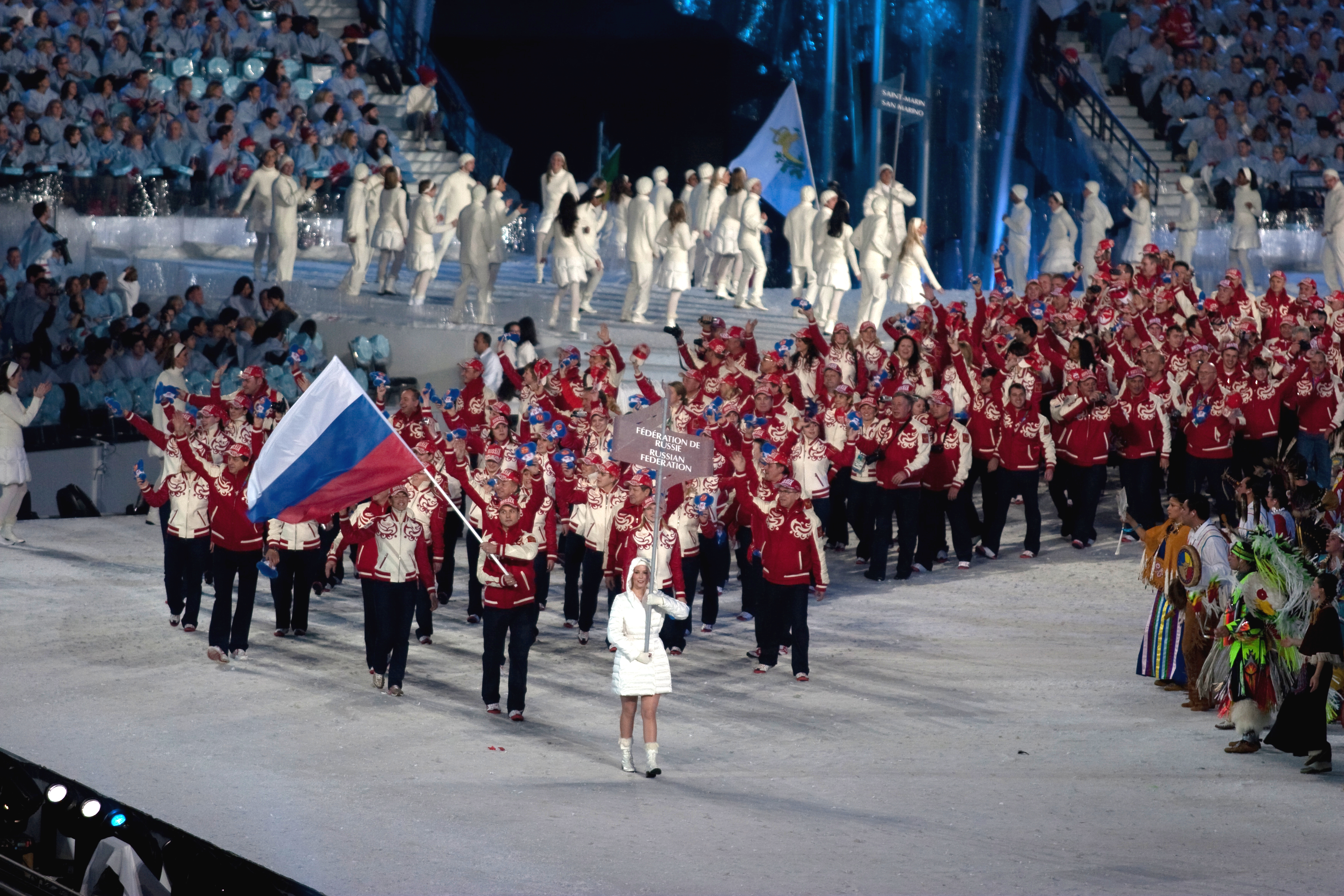
Збірна Росії під час Параду націй на церемонії відкриття Олімпіади

## Медалісти
.
Золото
| Золото |                                                                              |                                |
| №      | Спортсмени                                                                   | Вид спорту (дисципліна)        |
| 1      | Микита Крюков                                                                | Лижні перегони                 |

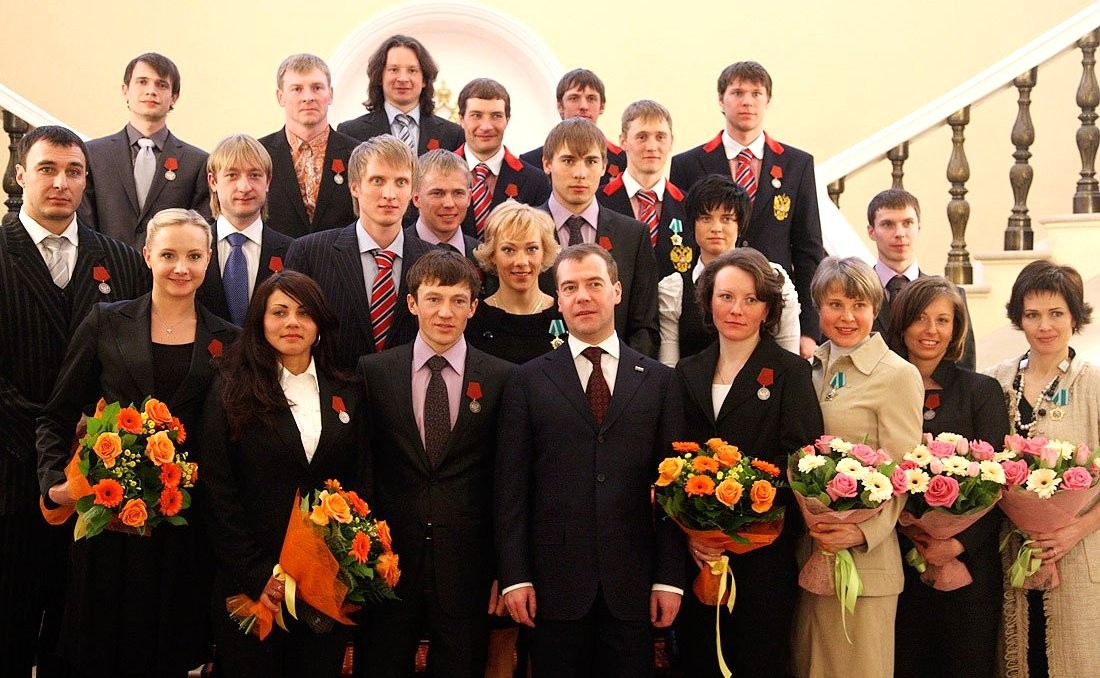
2010-03-15

| 2      | Євген Устюгов                                                                | Біатлон (мас-старт (чоловіки)) |
| 3      | Світлана Слєпцова, Ганна Богалій-Титовець, Ольга Медведцева та Ольга Зайцева | Біатлон (естафета 4 x 6 км)    |

Срібло
| Срібло |                       |                                              |
| №      | Спортсмени            | Вид спорту (дисципліна)                      |
| 1      | Олександр Панжинський | Лижні перегони                               |
| 2      | Євген Плющенко        | Фігурне катання                              |
| 3      | Ольга Зайцева         | Біатлон (мас-старт (жінки))                  |
| 4      | Іван Скобрев          | Ковзанярський спорт (10 000 м)               |
| 5      | Катерина Ілюхіна      | Сноубординг (паралельний гігантський слалом) |

Бронза
| Бронза |                                                            |                                   |
| №      | Спортсмени                                                 | Вид спорту (дисципліна)           |
| 1      | Іван Скобрєв                                               | Ковзанярський спорт               |
| 2      | Олександр Третьяков                                        | Скелетон (чоловіки)               |
| 3      | Олександр Зубков та Олексій Воєвода                        | Бобслей (двійки)                  |
| 4      | Наталя Коростельова та Ірина Хазова                        | Лижні перегони (командний спринт) |
| 5      | Микола Морилов та Олексій Петухов                          | Лижні перегони (командний спринт) |
| 6      | Оксана Домніна та Максим Шабалін                           | Танці на льоду                    |
| 7      | Іван Черезов, Антон Шипулін, Максим Чудов та Євген Устюгов | Біатлон (естафета)                |